# Birmingham Civil Rights National Monument
Le Birmingham Civil Rights National Monument (BICR) est un monument national américain désigné comme tel par le président des États-Unis Barack Obama le 12 janvier 2017. Dédié à la mémoire du mouvement afro-américain des droits civiques, il est situé à Birmingham, en Alabama.

## Composition
Le Birmingham Civil Rights National Monument comprend plusieurs éléments majeurs du mouvement des droits civiques, théâtres de manifestations ou de violences,.

### Le A.G. Gaston Motel
Le A.G. Gaston Motel, où Martin Luther King et le révérend Ralph Abernathy ont séjourné au printemps 1963. 

### L'Institut des droits civiques de Birmingham
Situé dans le même bloc que le motel et ouvert en 1992, il propose, par une muséographie immersive et inventive de se plonger dans le passé tragique de la ville. 

### L'église baptiste de la16erue
La  situation géographique  au centre de Birmingham et l'importance qu'elle avait  pour la communauté noire de la ville, a fait de  église baptiste de la 16e rue, le siège des  réunions et des rassemblements de masse sur les droits civiques au début des années 1960. 
L'église baptiste de la 16e rue fut la cible d'un attentat à la bombe perpétré par des membres du Ku Klux Klan, le 15 septembre 1963. Quatre jeunes filles furent tuées et vingt-deux autres personnes blessées. 
Ce crime a contraint le président John Fitzgerald Kennedy à s’adresser à la nation, le 11 juin 1963 pour rappeler que depuis 1954 la ségrégation scolaire est aussi interdite dans les écoles du Sud. 

### Le parc Kelly Ingram
Situé en face de l'église baptiste de la 16e rue, le parc Kelly Ingram a servi de lieu de rassemblement central pour la campagne de Birmingham, appelée Projet C. Cette série de manifestations pacifiques a été réprimée avec une telle violence que les images attirèrent l'attention du monde entier.
Au cours de la première semaine de mai 1963, la police et les pompiers de Birmingham, sous les ordres du commissaire de la sécurité publique Eugene Bull Connor, ont attaqué les manifestants, essentiellement mineurs. Après avoir procédé à des arrestations massives, ils les ont aspergés avec des lances à incendie et ont lâché des chiens policiers.

## Galerie

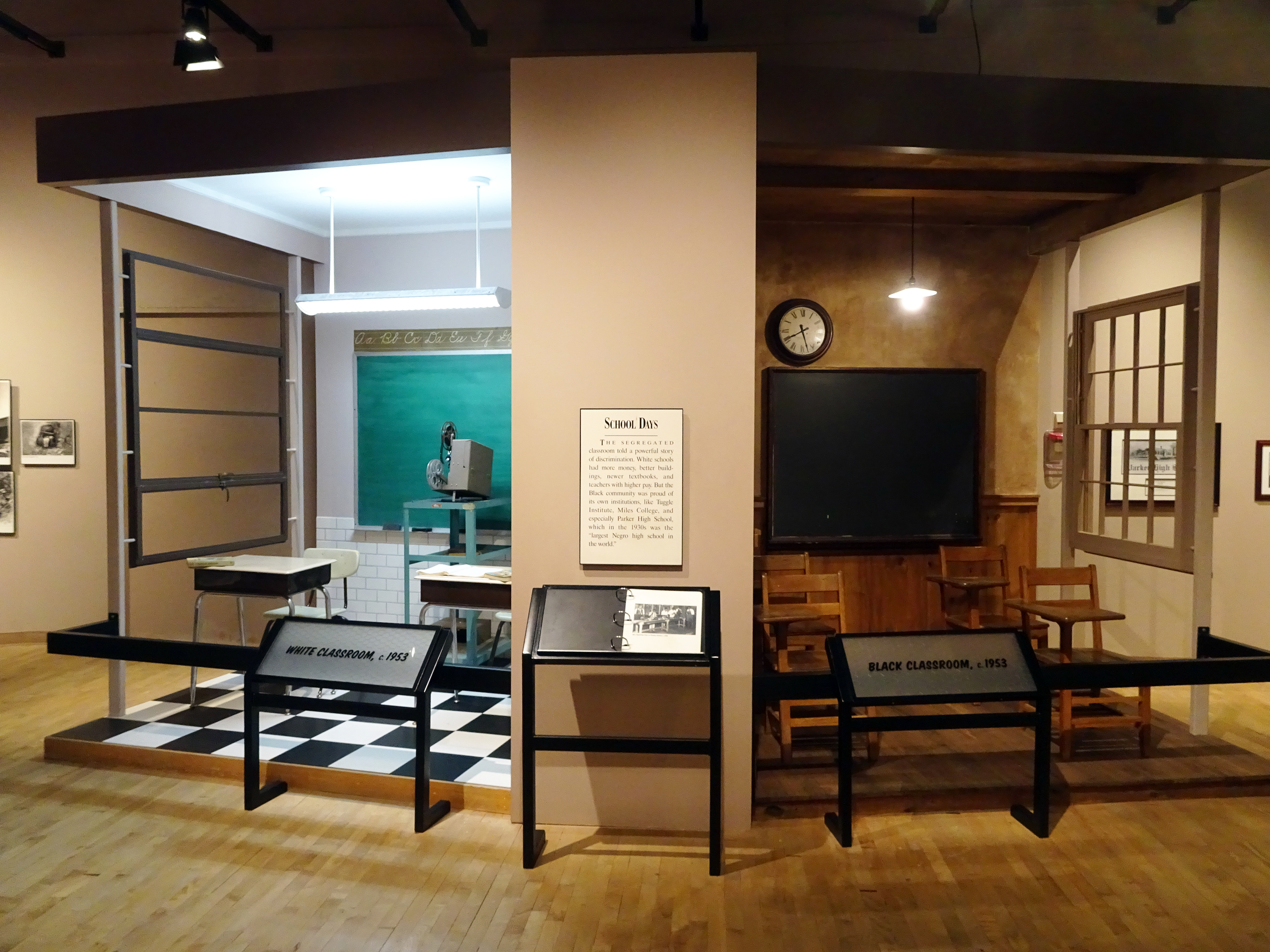
Le Birmingham Civil Rights Institute.
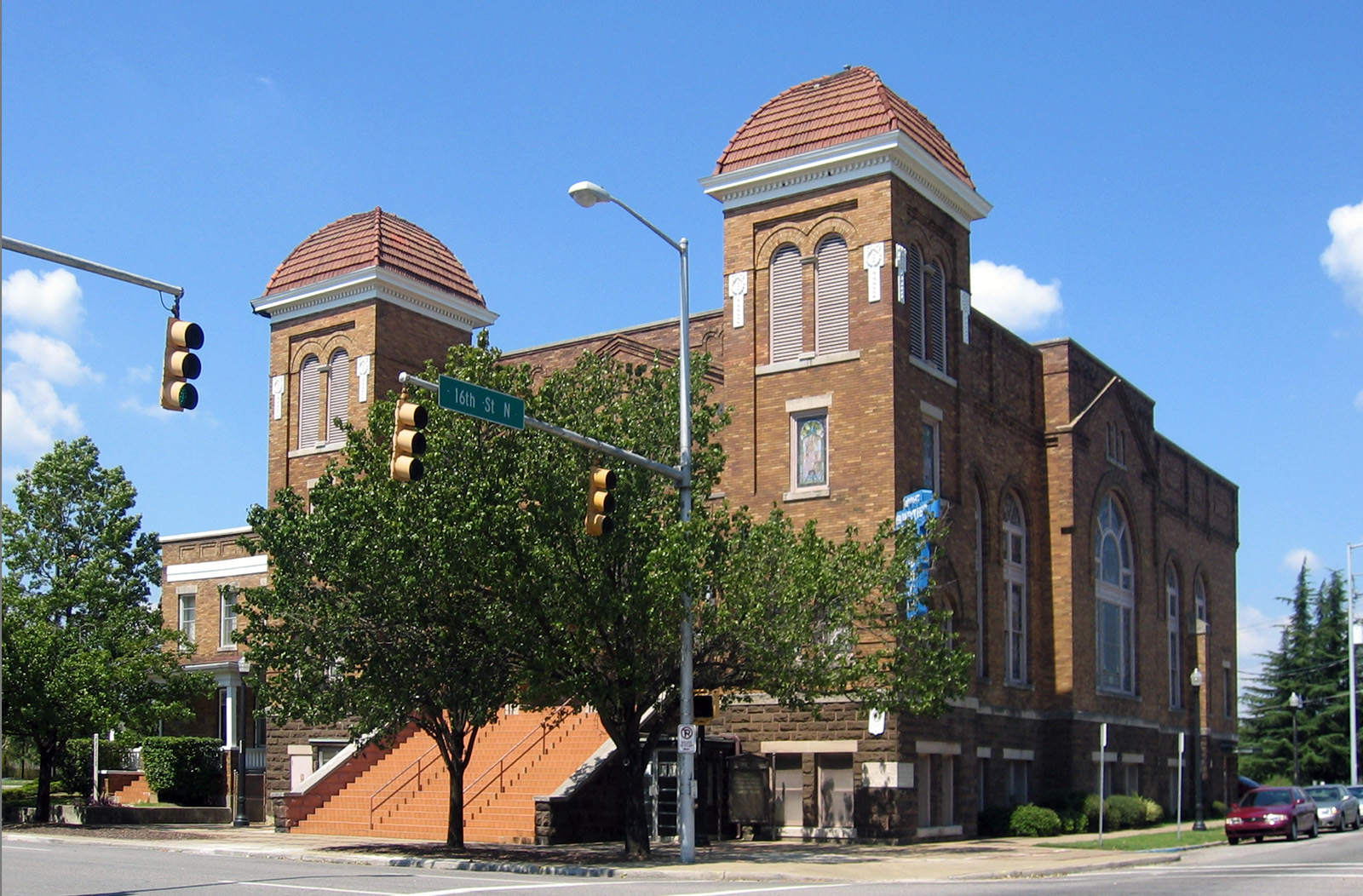
L'église baptiste de la 16e rue.
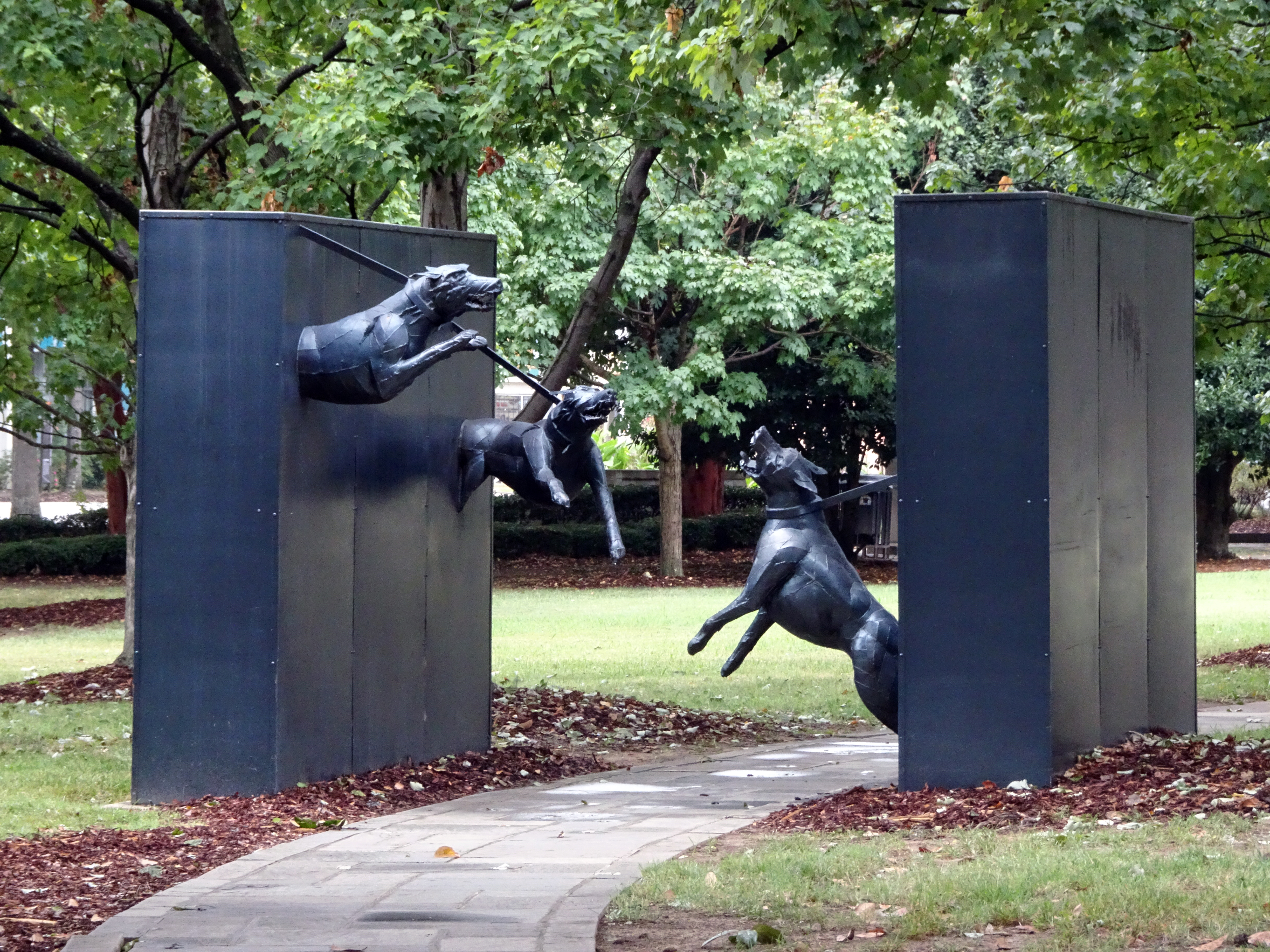
Le parc Kelly Ingram.